# Ulrike Kindl
Ulrike Kindl (Merano, 16 ottobre 1951) è una linguista italiana di madrelingua tedesca, studiosa di tradizioni popolari, già professoressa presso l'università Ca’ Foscari di Venezia.
Kindl ha studiato germanistica, medievistica e linguistica. Dal 1980 ha focalizzato le sue ricerche sui racconti popolari, favole e leggende dell'area alpina, oltre che sui punti di contatto tra favole popolari e favole d'autore. In particolar modo, si è occupata dello scrittore ed etnografo Karl Felix Wolff.
È collaboratrice scientifica nell'ambito dello studio delle tradizioni popolari presso gli istituti ladini "Majon di Fascegn“ (Vigo di Fassa, Trentino) e "Micurà de Rü“ (San Martino in Badia, Alto Adige), e fa pafrte del Comitato scientifico dell'annuario Ladinia - Sföi culturâl dai ladins dles Dolomites.

## Opere
- Kritische Lektüre der Dolomitensagen von Karl Felix Wolff. Band I: Einzelsagen. Istitut Ladin Micurà de Rü, St. Martin in Thurn 1983.
- De Rossi di S. Giuliana Hugo, Fiabe e leggende della Val di Fassa, 1ª parte, Innsbruck 1912, a cura di Ulrike Kindl, Vigo di Fassa/Vich 1984.
- Märchen aus den Dolomiten. Diederichs, München 1992, ISBN 3-424-01094-4.
- Kritische Lektüre der Dolomitensagen von Karl Felix Wolff. Band II: Sagenzyklen – Die Erzählungen vom Reich der Fanes. Istitut Ladin Micurà de Rü, St. Martin in Thurn 1997, ISBN 88-8171-003-X.
- (DE, IT) con Hannes Obermair, Die Zeit dazwischen. Südtirol 1918-1922: Vom Ende des Weltkrieges bis zum faschistischen Regime – Il tempo sospeso. L'Alto Adige nel periodo tra la fine della Grande Guerra e l'ascesa del fascismo (1918-1922), Merano, Edizioni Alphabeta Verlag, 2020, ISBN 978-88-7223-365-8.